# Владислав Рубін
кардинал Владислав Рубін (пол. Władysław Rubin; 20 вересня 1917, с. Токи, нині Тернопільського району Тернопільської області — 28 листопада 1990, Рим) — релігійний діяч Римо-католицької церкви, префект Конгрегації Східних Церков.

## Життєпис

### Довоєнні і воєнні часи
Владислав Рубін народився 20 вересня 1917 року в с. Токи (нині Тернопільського району Тернопільська область, Україна). З раннього дитинства був глибоко віруючим.
Навчався у Першій тернопільській гімназії (зокрема, в 1932/1933 навчальному році — у VI класі), після закінчення в 1935 році (його однокласником був майбутній український історик Омелян Пріцак вступив до Львівської духовної семінарії. Швидко завершити духовну освіту В. Рубіну не судилося — він перериває навчання у семінарії і вступає до школи підхорунжих у Тернополі. Згодом юнак навчається в Університеті Яна Казимира. Після початку Другої світової війни побувати в рідному селі В. Рубін уже не зміг. Як активний учасник захисту Польщі проти розподілу Німеччиною та СРСР у вересні 1939 року, він намагався дістатися Румунії, але був схоплений і заарештований. Уродженця Токів вислали в Архангельськ корчувати правічні ліси. Там він пробув аж до 1943 року, коли вступив до армії Владислава Андерса і 20 січня отримав документи на звільнення. Вже ввечері 8 лютого цього ж року розпочався новий етап життя Владислава Рубіна: він у групі римо-католицького духовенства прибуває до Бейруту.

«У тій малій групі Владек Рубін відзначався чимось важко вловимим. Він дуже безпосередній і приятельський, хоча швидше несміливий, ніж нав'язливий. Потрібно було його більше розгадувати, ніж пізнавати. Не любив вирізнятися. Брав інших терпеливістю і згідливістю, та, крім того, траплялися в нього якісь хвилі меланхолійної задуми. Постійно думав, мріяв про степи Поділля, де народився на більшовицькому кордоні, в Токах. Уміло плавав і полюбляв демонструвати різні стилі у басейні семінарії. Із радістю грав у волейбол, стверджуючи, що потребує руху. Прислуговувався іншим без панського гонору, хоча це неодноразово коштувало йому багато часу і турботи. Але такий вже він був»,— охарактеризував у той час В. Рубіна священик, а згодом єзуїт і місіонер в Африці Йозеф Януш.

### Після висвячення на священика
30 червня 1946 року В. Рубіна висвятили на священника. Він приступив до виконання обов'язків душпастиря польських емігрантів, особливо молоді та студентів у Лівані. В 1949 році молодий священник подався на навчання до Риму, де захистив докторат із права в Григоріанському університеті. Через десять років примас Польщі кардинал Стефан Вишинський призначив його ректором Папського польського колегіуму в Римі, а в 1964 році Папа Павло VI найменував Владислава Рубіна єпископом-помічником Гнєзненської єпархії. Брав участь в третій та четвертій сесіях Другого Ватиканського собору.
Після смерті єпископа Йозефа Гавліни, новий єпископ отримав функції Делегата примаса Польщі у справах душпастирства над польською еміграцією у цілому світі. Таку працю єпископ виконував протягом 26 років — до 1980 року. Він встиг відвідати вірних на усіх заселених континентах. Зрештою, у 1980–1984 роках, уже піднесений Папою Іваном Павлом ІІ до гідності кардинала, Владислав Рубін стає префектом Конгрегації Східних Церков — основної установи Римської курії, що координує життя Східних католицьких Церков у всьому світі.
Похований у Любачові, Польща.

## Зв'язок із Україною
Ще перебуваючи в Лівані, отець Рубін мріяв повернутися на батьківщину, але коли зрозумів, що це не можливо через «велику» політику, звик казати: «Я ніде не втручаюся. Для священиків є стільки роботи, що Господь Бог і для мене щось придумає». Ці слова пролунали задовго до єпископства і кардинальства. Владислав Рубін постійно відчував зв'язок із Україною. Свої проповіді по «Радіо Ватикану» він читав також мовою рідного Поділля. У Токах у нього залишилася сестра Ганна. В селі досі зберігся будинок, де народився і ріс майбутній кардинал.

## Нагороди
- Кавалер ордена Почесного легіону (Франція) 16 березня 1976
- Кавалер ордена Білого Орла (уряд Польщі у вигнанні) 30 вересня 1990